# Línea 661A (Interurbanos Madrid)
La línea 661A de la red de autobuses interurbanos de Madrid une el intercambiador de Moncloa con Las Zorreras, pasando por Galapagar.

## Características
Esta línea une la capital con el barrio de Las Zorreras, situado en El Escorial, previo paso por el municipio de Galapagar.
Circula por el carril Bus-VAO de la A-6 mientras esté abierto.
La línea mantiene los mismos horarios todo el año (exceptuando las vísperas de festivo y festivos de Navidad).
Está operada por la empresa ALSA mediante la concesión administrativa VCM-607 - Madrid – San Lorenzo de El Escorial (Viajeros Comunidad de Madrid) del Consorcio Regional de Transportes de Madrid.
1. ↑  ALSA. «Servicio de autobuses de la Comunidad de Madrid». Consultado el 25 de diciembre de 2022.

## Horarios
| Lunes a viernes laborables | Lunes a viernes laborables | Sábados laborables, domingos y festivos | Sábados laborables, domingos y festivos |
| Madrid > Las Zorreras      | Las Zorreras > Madrid      | Madrid > Las Zorreras                   | Las Zorreras > Madrid                   |
| 07:05                      | 06:55                      | 09:35                                   | 08:00                                   |
| 09:10                      | 07:15                      | 12:35                                   | 11:00                                   |
| 11:10                      | 08:05                      | 15:35                                   | 14:00                                   |
| 12:55                      | 10:10                      | 18:35                                   | 17:00                                   |
| 14:40                      | 12:10                      | 22:00                                   | 19:55                                   |
| 15:25                      | 14:00                      |                                         |                                         |
| 18:05                      | 15:00                      |                                         |                                         |
| 20:35                      | 16:45                      |                                         |                                         |
|                            | 19:15                      |                                         |                                         |

1. 1 2 3 4 5 6 7 8 9 10 11 12  Por carril bus-VAO.

## Recorrido y paradas

### Sentido Las Zorreras
NOTA: Las paradas sombreadas en azul se realizan cuando circula por el lateral de la A-6.
| Código | Parada                                 | Común con                                                                                            | Conexiones con Metro y Cercanías | Municipio           | Zona |
| ------ | -------------------------------------- | --- | -------------------------------- | ------------------- | ---- |
| 6002   | Intercambiador de Moncloa (dársena 10) | 645 662                                                                                              | Moncloa                          | Madrid              |      |
| 1338   | Veterinaria                            | 83 133 162 164 621 622 623 624 624A 625 627 628 629 651 652 653 654 655 656 656A 657 658 661 662 664 |                                  | Madrid              |      |
| 06026  | Av. Padre Huidobro - Urb. Casaquemada  | 621 622 623 624 624A 625 627 628 629 661 662 664                                                     |                                  | Madrid              |      |
| 06149  | Ctra. M505 - Burgocentro               | 627 631 633 641 642 643 645 661 662 685                                                              |                                  | Las Rozas de Madrid |      |
| 06150  | Ctra. M505 - Urb. La Chopera           | 661 662 667 1                                                                                        |                                  | Las Rozas de Madrid |      |
| 06152  | Camino Real - Urb. Molino de la Hoz    | 661 662 667 1                                                                                        |                                  | Las Rozas de Madrid |      |
| 18628  | Ctra. M505 - Colonia Pto. Galapagar    | 667                                                                                                  |                                  | Galapagar           |      |
| 06153  | Ctra. M505 - Urb. Roncesvalles         | 661 667                                                                                              |                                  | Galapagar           |      |
| 06154  | Ctra. M505 - Urb. Los Gamos            | 661 667                                                                                              |                                  | Galapagar           |      |
| 11094  | Ctra. M505 - Colegio                   | 661 667                                                                                              |                                  | Galapagar           |      |
| 06155  | Ctra. M505 - Pza. Cruz Roja            | 661 667                                                                                              |                                  | Galapagar           |      |
| 12306  | Ctra. M505 - Cruce Ctra. Guadarrama    | 661 667                                                                                              |                                  | Galapagar           |      |
| 06156  | Ctra. M505 - Urb. Vistanevada          | 661 667                                                                                              |                                  | Galapagar           |      |
| 15716  | Principal - Embalse Mayor              | 3 |                                  | El Escorial         |      |
| 11387  | Principal - Veinticuatro               | 3 |                                  | El Escorial         |      |
| 12074  | Principal - Catorce                    | 3 |                                  | El Escorial         |      |
| 12070  | Principal - Quince                     | 3 |                                  | El Escorial         |      |
| 11389  | Principal - Parque Infantil            | 3 |                                  | El Escorial         |      |
| 12073  | Estación - Nueve                       | 3 |                                  | El Escorial         |      |
| 11390  | Est. Las Zorreras                      | 3 | Las Zorreras                     | El Escorial         |      |
| 11392  | Alcudia - Colonia España               | 3 |                                  | El Escorial         |      |

### Sentido Madrid
NOTA: Las paradas sombreadas en azul se realizan cuando circula por el lateral de la A-6.
| Código | Parada                                 | Común con                                                                                                 | Conexiones con Metro y Cercanías | Municipio           | Zona |
| ------ | -------------------------------------- | --- | -------------------------------- | ------------------- | ---- |
| 11392  | Alcudia - Colonia España               | 3 |                                  | El Escorial         |      |
| 11391  | Est. Las Zorreras                      | 3 | Las Zorreras                     | El Escorial         |      |
| 12072  | Estación - Nueve                       | 3 |                                  | El Escorial         |      |
| 11388  | Principal - Parque Infantil            | 3 |                                  | El Escorial         |      |
| 12071  | Principal - Quince                     | 3 |                                  | El Escorial         |      |
| 12075  | Principal - Catorce                    | 3 |                                  | El Escorial         |      |
| 11383  | Principal - Veinticuatro               | 3 |                                  | El Escorial         |      |
| 15715  | Principal - Embalse Mayor              | 3 |                                  | El Escorial         |      |
| 06157  | Ctra. M505 - Urb. Vistanevada          | 661 667                                                                                                   |                                  | Galapagar           |      |
| 12305  | Ctra. M505 - Cruce Ctra. Guadarrama    | 661 667                                                                                                   |                                  | Galapagar           |      |
| 06158  | Ctra. El Escorial - Pza. Cruz Roja     | 630 634 661 667                                                                                           |                                  | Galapagar           |      |
| 11095  | Ctra. M505 - Colegio                   | 661 667                                                                                                   |                                  | Galapagar           |      |
| 06159  | Ctra. M505 - Urb. Los Gamos            | 661 667                                                                                                   |                                  | Galapagar           |      |
| 06160  | Ctra. M505 - Urb. Roncesvalles         | 661 667                                                                                                   |                                  | Galapagar           |      |
| 18629  | Ctra. M505 - Colonia Pto. Galapagar    | 667 |                                  | Galapagar           |      |
| 06161  | Ctra. M505 - Urb. Molino de la Hoz     | 661 662 667 1                                                                                             |                                  | Las Rozas de Madrid |      |
| 06163  | Ctra. M505 - Urb. La Chopera           | 661 662 667 1                                                                                             |                                  | Las Rozas de Madrid |      |
| 06164  | Ctra. M505 - Burgocentro               | 631 641 642 643 645 661 662 685                                                                           |                                  | Las Rozas de Madrid |      |
| 06268  | Av. Padre Huidobro - P.º Ermita        | 621 622 623 624 624A 625 627 628 629 631 635 641 642 643 651 652 653 654 655 656 656A 657 661 662 664 815 |                                  | Madrid              |      |
| 23     | Estadística - Geografía e Historia     | Autobuses interurbanos del Corredor 6                                                                     |                                  | Madrid              |      |
| 1333   | Escuela Agronómica                     | Autobuses interurbanos del Corredor 6                                                                     |                                  | Madrid              |      |
| 6002   | Intercambiador de Moncloa (dársena 10) | 645 662                                                                                                   | Moncloa                          | Madrid              |      |

## Galería de imágenes

Mapa de la distribución de dársenas del intercambiador de Moncloa con la distribución de cabeceras de las líneas de autobuses, entre las que aparece la línea 661A.